# Fort Worth Wings
I Fort Worth Wings sono stati una squadra di hockey su ghiaccio della con sede nella città di Fort Worth, nello Stato del Texas. Nacquero nel 1967 e disputarono la Central Hockey League fino al loro scioglimento giunto nel 1974. Nel corso delle stagioni giocarono presso il Will Rogers Coliseum e furono affiliati ai Detroit Red Wings.

## Storia
Nel corso degli anni 1960 la franchigia della National Hockey League dei Detroit Red Wings collaborò con due diverse franchigie della Central Hockey League che svolsero la funzione di farm team, ma nel 1967 si spostarono un'altra volta in Texas nella città di Fort Worth.
Fin dalla prima stagione la rivalità principale dell'area metropolitana di Dallas-Fort Worth fu quella con i Dallas Black Hawks, squadra affiliata ai Chicago Blackhawks e nata anch'essa nel 1967.
Nella stagione inaugurale la squadra raggiunse la finale dell'Adams Cup perdendo però contro i Tulsa Oilers; nelle stagioni successive però non riuscì più a superare il primo turno dei playoff. Nel 1973 i Wings si affiliarono ai New York Islanders e dopo una stagione la squadra assunse una nuova identità cambiando il proprio nome in Fort Worth Texans.

### Affiliazioni
Nel corso della loro storia i Fort Worth Wings sono stati affiliati alle seguenti franchigie della National Hockey League:
- Detroit Red Wings: (1967-1973)
- St. Louis Blues: (1972-1973)
- New York Islanders: (1973-1974)

## Record stagione per stagione
| Fort Worth Wings |          |    |    |    |    |    |     |     |    |                                                                                            |
| 1967-68          | Southern | 70 | 34 | 25 | 11 | 79 | 245 | 199 | 2° | vince 1º turno (Dallas) 3-2 vince semifinali (Kansas City) 3-1 perde Adams Cup (Tulsa) 0-4 |
| 1968-69          | South    | 70 | 23 | 29 | 20 | 66 | 210 | 237 | 5° |                                                                                            |
| 1969-70          | CHL      | 72 | 31 | 25 | 16 | 78 | 217 | 206 | 4° | perde semifinali (Omaha) 3-4                                                               |
| 1970-71          | CHL      | 72 | 35 | 28 | 9  | 79 | 232 | 198 | 3° | perde semifinali (Dallas) 0-4                                                              |
| 1971-72          | CHL      | 72 | 30 | 30 | 12 | 72 | 238 | 246 | 3° | perde semifinali (Tulsa) 3-4                                                               |
| 1972-73          | CHL      | 72 | 31 | 35 | 6  | 68 | 254 | 267 | 3° | perde semifinali (Omaha) 1-3                                                               |
| 1973-74          | CHL      | 72 | 30 | 28 | 14 | 74 | 237 | 241 | 4° | perde semifinali (Oklahoma City) 1-4                                                       |

## Record della franchigia

### Singola stagione
Gol: 35  Danny Gruen (1972-73)
Assist: 51  Rick McCann (1967-68)
Punti: 80  Danny Gruen (1972-73)
Minuti di penalità: 411  Randy Holt (1974-1975)

### Carriera
Gol: 67  Hank Monteith
Assist: 124  Rick McCann
Punti: 181  Rick McCann
Minuti di penalità: 362  Gerry Hart
Partite giocate: 226  Gerry Hart

## Palmarès

### Premi individuali
- CHL Most Valuable Player Award: 3

Joe Zanussi: 1970-1971
Michel Cormier: 1972-1973
Chico Resch: 1973-1974